# Reichsgau Steiermark
Reichsgau Steiermark (Nederlands: Rijksgouw Stiermarken) was een van de rijksgouwen in het Duitse Rijk tijdens het nationaalsocialisme, na de annexatie van Oostenrijk in 1938. De rijksgouw bestond volgens het Ostmarkgesetz van 1939 tot 1945.

## Geschiedenis en structuur
Vanaf 1926 bestond de Parteigau, vanaf november 1928 onder de Gauleiter Walther Oberhaidacher, die vanaf 1929 raadslid in Graz was. Na arrestaties vertrok hij in 1933 naar het Duitse Rijk en kreeg in juli 1934 verlof als Gauleiter. Sepp Helfrich was zijn opvolger tijdens de illegale periode van de NSDAP.
Na de bezetting van Oostenrijk had de nationaalsocialistische leiding het voornemen om van de grensgouw Stiermarken een voorbeeldgouw in het zuidoosten van het Duitse rijk te maken. Op 12 maart 1938 werd Helfrich benoemd tot Landeshauptmann,  de andere "Oude Strijders" waren niet vertrouwd genoeg voor deze functie. Met ingang van 22 mei 1938 werd de nog jonge SA-Gruppenführer Sigfried Uiberreither, door Hitler aangesteld als gouwleider. Op 9 juni 1938 werd hij ook Landeshauptmann, die aan instructies uit Berlijn gebonden was. In hetzelfde jaar werd hij benoemd tot SA-Brigadeführer voor Midden-Stiermarken.
Op 15 oktober 1938 werd bij de gouw Stiermarken het zuidelijke Burgenland gevoegd, terwijl het Ausseerland deel ging uitmaken van Opper-Oostenrijk. In 1939 werden de overgebleven voormalige Oostenrijkse staten door het Ostmarkgesetz herschapen tot Rijksgouw met een Reichsstatthalter  (Rijksstadshouder) bovenaan. Op 31 maart 1940 stopte Uiberreithers activiteit als Landeshauptmann, omdat Stiermarken een Rijksgouw werd. Hij werd Rijksstadshouder van Stiermarken.
In 1942 waren meer dan 10,5% van de "Volksgenossen" (vertaald: volksgenoten) die in de Gouw Stiermarken woonden (exclusief Neder-Stiermarken) NSDAP-leden. Dit aantal leden kwam overeen met 15,5% van alle Oostenrijkse nationaalsocialisten. Met 30.530 illegalen, d.w.z. leden die vóór 1938 partijlid waren, had Stiermarken na Karinthië het hoogste aandeel van alle deelstaten.
Tussen 1938 en eind 1939 werden de bijna 3.000 Joden die in Stiermarken woonden werd door vervolging, terreur, de vernietiging van hun synagogen en ceremoniële zalen en de confiscatie van hun eigendommen het land uitgezet.
In Stiermarken waren enkele subkampen van het concentratiekamp Mauthausen.
Neder-Stiermarken en delen van Opper-Krain werden na de verovering van Joegoslavië onderdeel van het Duitse rijk. 
Sigfried Uiberreither werd door Hitler als CdZ voor Neder-Stiermarken benoemd, waarmee een rigoureus beleid van germanisering begon. Uiberreiter kondigde aan dat het land in drie jaar gegermaniseerd was. Na de arrestatie van de Sloveense leiding, en de ontbinding van de Sloveense verenigingen en culturele organisaties, werden duizenden Slovenen hervestigd in Servië, Kroatië en het Oude Rijk.

## Ambtsbekleders
De volgende personen behoorden tot de gouwleiding:
- Gauleiter: Dr. Sigfried Uiberreither (24 mei 1938 - 8 mei 1945)
- Gauleiterstellvertreter: Otto Kristandl (maart  - april 1938), Dr. Tobias Portshey (23 mei 1938 - mei 1945)
- Kanzlei des Gauleiters: Paul Sernetz
- Gauorganisationamt: Franz Steindl
- Gaupersonalamt: Anton Rutte
- Gauschulungsamt:  Dr. Heinrich Hoffer
- Gaupropagandaamt: Gustav Fischer
- Gaupresseamt: Gustav Koczor
- Gauschatzmeister: Max Hruby
- Gauinspekteur: Alfred Fleischmann
- Gaurichter: Max Pestemer
- Gauamt für DAF: Dr. T. Portschy
- Gauamt für NSV: Dr. Ludwig Leinich
- Gauamt für Beamte: Ing. Peter Strohmeier
- Gauamt für Kriegsopfer: Ing. Franz Rumpf
- Gauamt für Technik: Prof. Dr. Ing. Adolf Härtel
- Gauamt für Volksgesundheit: Dr. Franz Riedl
- Gauamt für Rechtsfragen: Dr. Oskar Widowitz
- Gauamt für Erzieher: Karl Urragg
- Gauamt für Leibeserziehung: Prof. Paul Geissler
- Gauamt für Grenzlandfragen: Anton Dorfmeister
- Gauamt für Agrarpolitik: Landesbauernführer Sepp Hainzl
- Gauamt für Wirtschaft: Prof. Dr. Ing. Armin Dadieu
- Gauamt für Kommunalpolitik: Landesrat Dr. Heinrich Pagl
- Gauamt für Rassenpolitik: Dr. Walter Waluschek
- NS.-Frauenschaft: Dr. Ada Smital
- NSD.-Studentenbund: Dr. Wilhelm Danhofer
- NSD.-Dozentenbund: Prof. Dr. Ing. Adolf Härtel